# Kristin Bengtsson
Kristin Bengtsson (* 12. Januar 1970 in Stockholm), auch „Kicki“ gerufen, ist eine schwedische Fußballspielerin. Mit zwei Auszeichnungen, 1994 und 2004, war sie bis 2012 Rekordtitelträgerin des Diamantbollen, der Auszeichnung der besten Spielerin des Jahres in Schweden. Sie spielte mehrere Jahre in der Damallsvenskan, der höchsten Spielklasse im schwedischen Frauenfußball, und gehört zu den erfolgreichsten Spielerinnen in der Geschichte dieser Sportart.

## Karriere

### Vereine
Bengtsson begann im Alter von sieben Jahren mit dem Fußballspielen. Ihr erster Verein war IFK Viksjö, bei dem sie zehn Jahre blieb. Später spielte sie für Landvetter IF, Öxabäck IF und Malmö FF Dam in der Damallsvenskan. Anschließend versuchte sie sich beim japanischen Klub Suzuyo Shimitzu, bei Athene Moss in Norwegen sowie den US-amerikanischen Mannschaften Carolina Courage und San Diego Spirit im Ausland.
Nach ihrer Rückkehr lief Bengtsson erneut für Malmö FF Dam und Kopparbergs/Landvetter IF auf. Ab der Spielzeit 2004 gehörte sie Djurgården/Älvsjö an und konnte in ihrem ersten Jahr für den Klub zur Meisterschaft beitragen. Nach vier Jahren wechselte sie 2008 zu Hammarby IF.

### Nationalmannschaft
In 157 Länderspielen für die A-Nationalmannschaft Schwedens nahm sie an drei Welt-, fünf Europameisterschaften und an drei olympischen Fußballturnieren teil. 2003 gehörte der Mannschaft an, die das Weltmeisterschaftsfinale in den Vereinigten Staaten gegen die Nationalmannschaft Deutschlands erst durch die seinerzeitige Regel durch Golden Goal mit 1:2 verlor. Mit 33 Jahren und 273 Tagen ist sie die älteste Spielerin, die bisher in einen WM-Finale mitwirkte. Sie war bis zum 9. März 2009 alleinige Rekordnationalspielerin Schwedens, wurde dann durch Victoria Svensson eingeholt und am 11. März 2009 von ihr abgelöst.